# 新畿內亞新鰻
新畿內亞新鰻，為輻鰭魚綱鰻鱺目糯鰻亞目蛇鰻科的其中一種，分布於西太平洋的巴布亞紐幾內亞海域，棲息在底層水域，屬肉食性，生活習性不明。

## 擴展閱讀
維基物種上的相關：新畿內亞新鰻